# Экономические методы оценивания
Экономические методы оценивания широко используются в оценке программ. Среди наиболее известных и часто применяемых на практике можно выделить анализ «затраты—выгоды» и анализ эффективности затрат.

## Анализ «затраты-выгоды»
Термин «затраты—выгоды» (вариант перевода — «издержки—выгоды») часто неточно используется для обозначения более широкого понятия «анализ эффективности затрат». Строго говоря, анализ «затраты—выгоды» является более узким и ёмким понятием, так как он измеряет совокупные затраты и выгоды каждой альтернативы товара или проекта), используя одну и ту же единицу измерения, обычно деньги. Этот анализ позволяет ответить на вопрос: «Стоит ли данный товар или проект затрат на него?» или «Какой вариант имеет наибольший коэффициент отношения выгод к затратам?» Подобный анализ возможен тогда и только тогда, когда все задействованные параметры могут быть представлены в денежном выражении. Обычно это невозможно, когда речь идет об этических, внутренних, временных и эстетических составляющих.

### История появления
Этот термин часто неточно используется для обозначения более широкого понятия «анализ эффективности затрат». Этому чрезвычайно полезному в некоторых ситуациях методу положил начало Инженерный корпус армии США, члены которого пытались оценить целесообразность возведения дамбы в том или ином случае. Они подсчитывали денежные выгоды от увеличения урожайности, уменьшения вреда от наводнений и т. д. и сравнивали получившуюся сумму с ценой дамбы и посевных площадей и затратами на возмещение расходов за жилье. Они не учитывали такие принимающиеся во внимание в современном анализе факторы, как нерестовый ход, гонки на каяках и другие возможности использования заповедных рек.
В 1960-е годы влияние анализа затрат/выгод на разработку политики значительно выросло. Благодаря Административно-бюджетному управлению при Президенте США анализ затрат/выгод стал определяющим инструментом оценки.
Анализ затрат/выгод широко используется для оценки транспортных проектов. Одно из самых ранних и известных применений данного метода относится к оценке линии Виктории лондонского метрополитена (Victoria Line). В 1998 году Департаментом транспорта, окружающей среды и регионов Великобритании (Department for Transport, Environment and the Regions) была введена система оценки, которая получила название «Новый подход к оценке» (New Approach to Appraisal). Данный подход совмещает в себе анализ затрат/выгод и анализ влияния проекта на окружающую среду, что помогает с большей эффективностью оценивать проекты.

### Ключевые черты
Анализ «затраты—выгоды» применяется для оценки государственных проектов, в рамках данного анализа обязательно рассматривается влияние проекта на общественное благосостояние. Процесс анализа включает в себя денежную оценку первоначального вклада и возможных затрат в процессе осуществления проекта и оценку ожидаемой отдачи от проекта.
Процесс оценки состоит из нескольких стадий, на протяжении каждой из которых тщательно оцениваются затраты и выгоды для различных групп населения, рассматриваются возможные исходы проекта, которые могут повлечь за собой дополнительные потери или доходы.
Применение данного метода анализа для оценки общественных проектов представляет собой дополнительные трудности по сравнению с оценкой частного проекта. В первую очередь это происходит из-за того, что общественные проекты в отличие от частных финансируются за счет собранных налогов или других способов привлечения денег государством. Кроме того общественные блага обладают свойством неисключаемости в потреблении. Для продукта, который свободно доступен для всего населения нет цены и, соответственно, оценки данного блага населением. В этом случае аналитик не может непосредственно использовать рыночные данные для оценки того или иного блага.

### Стадии анализа затрат/выгод
Анализ затрат/выгод включает четыре основных этапа :
1. определение затрат и выгод проекта;
2. оценка затрат и выгод;
3. сравнение суммарных затрат и выгод на протяжении существования проекта;
4. выбор проекта.

На первой стадии анализа проекта определяются все связанные с ним затраты и выгоды, обосновывается их связь с проектом. Новый проект привлечет ресурсы из другой сферы экономики. Подобный переход ресурсов влечет за собой производство в одной области и, одновременно, спад производства в другой. На этом этапе анализа важно сопоставить убытки и выгоды.
Вторая стадия — оценка затрат и выгод — является необходимой стадией анализа, требующей особого внимания и творческого подхода. Осязаемые блага, такие как капитальное оборудование, труд, земля и т. п. должны быть оценены. Стоимость подобных благ можно получить, используя информацию о ценах любого конкурентного рынка. Кроме того, необходимо определить стоимость таких неосязаемых благ, как человеческая жизнь, время, природоохранные факторы, для которых не существует информации об их цене.
На третьей стадии анализа будущие затраты и выгоды проекта сравниваются со стоимостью инвестиций в проект на настоящий момент. Для осуществления подобного сравнения используется ставка дисконтирования.
На последней стадии анализа проекты располагают в порядке убывания от самого хорошего до самого плохого на основе коэффициента затрат-выгод, чистой приведенной стоимости проекта (net present value), коэффициента окупаемости капиталовложений. Согласно данным критериям проект принимается, если его коэффициент затрат/выгод и чистая приведенная стоимость больше нуля и коэффициент окупаемости капиталовложений выше, чем рыночный уровень окупаемости.

## Анализ эффективности затрат
Данный тип анализа не ограничивается анализом затрат/выгод. Его целью является определение соотношения затрат на проект и их результатов (эффективности), когда отдача от проекта не может быть оценена только в одной системе измерений (обычно в денежном выражении). Выигрыш от проекта и затраты на него могут быть выражены через набор благ, таких как пространство, время, опыт, увеличение посещаемости клиники и т. д. Эта схема, являясь более общей, не дает немедленного ответа на вопрос: «Стоит ли данный проект или товар затрат на него?» Оценщик будет вынужден взвесить и сравнить данные о нуждах и предпочтениях индивидов и совместить их с оценками любых задействованных абсолютных величин, например, юридических и этических ценностей, для того чтобы получить результат, который несмотря ни на что может оказаться неоднозначным. В любом случае, анализ эффективности затрат существенно уточняет возможные варианты.